# 克拉斯諾西爾卡 (舊康斯坦丁諾夫區)
49°46′6″N 27°18′16″E / 49.76833°N 27.30444°E
紅西爾卡（烏克蘭語：Красносілка）是位於烏克蘭西部的村莊，由赫梅利尼茨基州裡赫梅利尼茨基區的舊康斯坦丁尼夫市鎮負責管轄。該村始建於1561年，面積2.03平方公里，海拔高度266米，2001年人口876，人口密度每平方公里431.3人。